# Исида, Мицухиро
Мицухиро Исида (яп. 石田光洋; род. 29 декабря 1978, Цукуба, Ибараки) — японский боец смешанного стиля, представитель лёгкой и полулёгкой весовых категорий. Выступал на профессиональном уровне в 2001—2011 годах, известен по участию в турнирах таких бойцовских организаций как Shooto, Pride FC, Dream, Strikeforce, Deep и др. Владел титулом чемпиона Shooto Pacific Rim, был претендентом на титул временного чемпиона Strikeforce.

## Биография
Мицухиро Исида родился 29 декабря 1978 года в городе Цукуба префектуры Ибараки, Япония.
С детства серьёзно занимался борьбой, во время учёбы в старшей школе активно выступал на различных соревнованиях национального уровня, входил в пятёрку лучших японских борцов греко-римского стиля.
Дебютировал в смешанных единоборствах на профессиональном уровне в июле 2001 года. Начинал бойцовскую карьеру в японской организации Shooto, дебютный бой проиграл по очкам, но затем взял верх над многими сильными соперниками и завоевал титул чемпиона Shooto Pacific Rim в лёгкой весовой категории.
В 2006 году перешёл в крупнейший японский промоушен Pride Fighting Championships, где в общей сложности провёл пять боёв, из которых выиграл четыре — единственное поражение потерпел от соотечественника Таканори Гоми.
На предновогоднем турнире Yarennoka! 31 декабря 2007 года выиграл единогласным решением судей у американца Гилберта Мелендеса, нанеся ему первое поражение в карьере.
Поскольку Pride прекратил своё существование, в 2008 году Исида стал бойцом другого японского промоушена Dream, где принял участие в гран-при лёгкого веса. Благополучно прошёл своего соперника в стартовом поединке, серебряного призёра Олимпийских игр из Южной Кореи Чон Бугёна, но затем на стадии четвертьфиналов был остановлен Каолом Уно — во втором раунде вынужден был сдаться в результате успешно проведённого удушающего приёма сзади.
Помимо Dream также отметился двумя выступлениями в США в крупном американском промоушене Strikeforce: в первом бою с помощью рычага локтя принудил к сдаче Джастина Уилкокса, тогда как во втором проиграл техническим нокаутом Гилберту Мелендесу, обладателю титула временного чемпиона в лёгкой весовой категории.
Впоследствии Мицухиро Исида спустился в полулёгкий вес и оставался действующим спортсменом вплоть до 2011 года. В последних двух поединках потерпел поражения от норвежца Йоакима Хансена и корейца Чхве Ту Хо, после чего принял решение завершить спортивную карьеру.

## Статистика в профессиональном ММА
| Боёв 29  | Побед 20 | Поражений 8 |
| -------- | -------- | ----------- |
| Нокаутом | 3        | 4           |
| Сдачей   | 2        | 1           |
| Решением | 15       | 3           |
| Ничьи    | 1        | 1           |

| Результат | Рекорд | Соперник           | Способ                 | Турнир                             | Дата             | Раунд | Время | Место              | Примечание                                                    |
| --------- | ------ | ------------------ | ---------------------- | ---------------------------------- | ---------------- | ----- | ----- | ------------------ | ------------------------------------------------------------- |
| Поражение | 20-8-1 | Чхве Ту Хо         | KO (удары)             | Deep: 56 Impact                    | 16 декабря 2011  | 1     | 1:33  | Токио, Япония      |                                                               |
| Поражение | 20-7-1 | Йоаким Хансен      | Раздельное решение     | Dream: Fight for Japan!            | 29 мая 2011      | 2     | 5:00  | Сайтама, Япония    |                                                               |
| Победа    | 20-6-1 | Акиё Нисиура       | Раздельное решение     | Dream 16                           | 25 сентября 2010 | 2     | 5:00  | Нагоя, Япония      |                                                               |
| Победа    | 19-6-1 | Дайки Хата         | Единогласное решение   | Dream 15                           | 10 июля 2010     | 2     | 5:00  | Сайтама, Япония    | Дебют в полулёгком весе.                                      |
| Поражение | 18-6-1 | Гилберт Мелендес   | TKO (удары руками)     | Strikeforce: Carano vs. Cyborg     | 15 августа 2009  | 3     | 3:16  | Сан-Хосе, США      | Бой за титул временного чемпиона Strikeforce в лёгком весе.   |
| Поражение | 18-5-1 | Мидзуто Хирота     | TKO (удары руками)     | Shooto Tradition Final             | 10 мая 2009      | 1     | 1:33  | Токио, Япония      |                                                               |
| Победа    | 18-4-1 | Дайсукэ Накамура   | Единогласное решение   | Dream 7                            | 8 марта 2009     | 2     | 5:00  | Сайтама, Япония    |                                                               |
| Победа    | 17-4-1 | Джастин Уилкокс    | Сдача (рычаг локтя)    | Strikeforce: At The Mansion II     | 20 сентября 2008 | 1     | 1:29  | Беверли-Хиллз, США |                                                               |
| Поражение | 16-4-1 | Каол Уно           | Сдача (удушение сзади) | Dream 3                            | 11 мая 2008      | 2     | 1:39  | Сайтама, Япония    | Четвертьфинал гран-при Dream в лёгком весе.                   |
| Победа    | 16-3-1 | Чон Бугён          | Единогласное решение   | Dream 1                            | 15 марта 2008    | 2     | 5:00  | Сайтама, Япония    | Стартовый этап гран-при Dream в лёгком весе.                  |
| Победа    | 15-3-1 | Гилберт Мелендес   | Единогласное решение   | Yarennoka!                         | 31 декабря 2007  | 2     | 5:00  | Сайтама, Япония    |                                                               |
| Поражение | 14-3-1 | Таканори Гоми      | TKO (удары)            | Pride Shockwave 2006               | 31 декабря 2006  | 1     | 1:14  | Сайтама, Япония    |                                                               |
| Победа    | 14-2-1 | Давид Билькхеден   | Единогласное решение   | Pride Bushido 13                   | 5 ноября 2006    | 2     | 5:00  | Иокогама, Япония   |                                                               |
| Победа    | 13-2-1 | Кристиану Марселу  | Единогласное решение   | Pride Bushido 12                   | 26 августа 2006  | 2     | 5:00  | Нагоя, Япония      |                                                               |
| Победа    | 12-2-1 | Маркус Аурелиу     | Единогласное решение   | Pride Bushido 11                   | 4 июня 2006      | 2     | 5:00  | Сайтама, Япония    |                                                               |
| Победа    | 11-2-1 | Пол Родригес       | Сдача (гильотина)      | Pride Bushido 10                   | 2 апреля 2006    | 1     | 2:29  | Токио, Япония      |                                                               |
| Победа    | 10-2-1 | Кэнъитиро Тогаси   | Решение большинства    | Shooto: The Victory of the Truth   | 17 февраля 2006  | 3     | 5:00  | Токио, Япония      | Выиграл титул чемпиона Shooto Pacific Rim в полусреднем весе. |
| Победа    | 9-2-1  | Такаси Накакура    | TKO (рассечение)       | Shooto: Alive Road                 | 20 августа 2005  | 3     | 1:31  | Иокогама, Япония   |                                                               |
| Победа    | 8-2-1  | Синъя Сато         | TKO (удары)            | GCM: D.O.G. 1                      | 12 марта 2005    | 1     | 3:03  | Токио, Япония      |                                                               |
| Победа    | 7-2-1  | Дайсукэ Сугиэ      | Единогласное решение   | Shooto: Wanna Shooto 2004          | 12 ноября 2004   | 3     | 5:00  | Токио, Япония      |                                                               |
| Поражение | 6-2-1  | Витор Рибейру      | Единогласное решение   | Shooto Hawaii: Soljah Fight Night  | 9 июля 2004      | 3     | 5:00  | Гонолулу, США      |                                                               |
| Победа    | 6-1-1  | Ёити Фукумото      | Единогласное решение   | Shooto: 3/4 in Kitazawa Town Hall  | 4 марта 2004     | 3     | 5:00  | Токио, Япония      |                                                               |
| Победа    | 5-1-1  | Такаюки Окоти      | Единогласное решение   | Shooto 2004: 1/24 in Korakuen Hall | 24 января 2004   | 2     | 5:00  | Токио, Япония      |                                                               |
| Ничья     | 4-1-1  | Наоки Мацусита     | Ничья                  | Shooto: 7/13 in Korakuen Hall      | 13 июля 2003     | 2     | 5:00  | Токио, Япония      |                                                               |
| Победа    | 4-1    | Котэцу Боку        | Единогласное решение   | Shooto: 2/6 in Kitazawa Town Hall  | 6 февраля 2003   | 2     | 5:00  | Токио, Япония      |                                                               |
| Победа    | 3-1    | Масакадзу Курамоти | Единогласное решение   | Shooto: Treasure Hunt 1            | 12 января 2002   | 2     | 5:00  | Токио, Япония      |                                                               |
| Победа    | 2-1    | Наото Кодзима      | TKO (удары руками)     | Shooto: Gig East 7                 | 26 ноября 2001   | 2     | 1:58  | Токио, Япония      |                                                               |
| Победа    | 1-1    | Хироки Котани      | Единогласное решение   | Shooto: To The Top 9               | 27 сентября 2001 | 2     | 5:00  | Токио, Япония      |                                                               |
| Поражение | 0-1    | Дайсукэ Сугиэ      | Единогласное решение   | Shooto: To The Top 6               | 6 июля 2001      | 2     | 5:00  | Токио, Япония      |                                                               |